# Ямада (Івате)

39°28′3″ пн. ш. 141°56′56″ сх. д. / 39.46750° пн. ш. 141.94889° сх. д.
Яма́да (яп. 山田町, やまだまち, МФА: [jamada mat͡ɕi̥]) — містечко в Японії, в повіті Сімо-Хей префектури Івате. Станом на 1 жовтня 2007 площа містечка становила 263,44 км². Станом на 1 вересня 2008 населення містечка становило 19 221 осіб.